# Neopachygaster secernibilis
Neopachygaster secernibilis är en tvåvingeart som beskrevs av Nina Krivosheina 1973. Neopachygaster secernibilis ingår i släktet Neopachygaster och familjen vapenflugor. Inga underarter finns listade i Catalogue of Life.